# Pileolaria dayi
Pileolaria dayi är en ringmaskart som beskrevs av Knight-Jones 1974. Pileolaria dayi ingår i släktet Pileolaria och familjen Serpulidae. Inga underarter finns listade i Catalogue of Life.